# Keshod
Keshod (Gujarati કેશોદ Kēśōd) ist eine Stadt im indischen Bundesstaat Gujarat.
Die Stadt ist Teil des Distrikts Junagadh. Keshod hat den Status einer Municipality (Nagar Palika). Die Stadt ist in 12 Wards gegliedert. Sie hatte am Stichtag der Volkszählung 2011 insgesamt 76.193 Einwohner, von denen 39.208 Männer und 36.985 Frauen waren. Hindus bilden mit einem Anteil von ca. 92 % die größte Gruppe der Bevölkerung in der Stadt gefolgt von Muslimen mit ca. 8 %. Die Alphabetisierungsrate lag 2011 bei 84,56 %.
Der Keshod Airport, ein kleiner öffentlicher Flughafen, befindet sich in der Stadt.